# Seznam členů devátého Knesetu
Tento článek je seznam členů 9. Knesetu, který byl zvolen ve volbách v roce 1977 17. května 1977. Jeho funkční období trvalo až do zvolení následujícího (desátého) Knesetu v roce 1981.
120 členů devátého Knesetu bylo rozděleno podle stranické příslušnosti následovně:
- 43 mandátů Likud
- 32 mandátů Ma'arach
- 15 mandátů Daš
- 12 mandátů Mafdal
- 5 mandátů Chadaš
- 4 mandáty Agudat Jisra'el
- 2 mandáty Machane smol le-Jisra'el
- 2 mandáty Šlomcijon
- 1 mandát Pituach ve-šalom
- 1 mandát Rac
- 1 mandát Liberalim acma'im
- 1 mandát Po'alej Agudat Jisra'el
- 1 mandát Sjednocená arabská kandidátka

## Seznam poslanců

### poslanecký klubLikudu
- Arens
- Aridor
- Badi'an
- Begin
- Berman
- Cipori
- Dekel
- Doron
- Erlich
- Flomin
- Gruper
- Hurvic (odešel do Rafi – Rešima mamlachtit, pak přešel do Telem)
- Kacav
- Kac
- Kaufman
- Ge'ula Kohen (odešla do Techija)
- Kohen-Avidov
- Kohen-Orgad
- Kohen
- Korfu
- Levy
- Lin
- Livni
- Meron
- Milo
- Moda'i
- Nasruddín
- Nisim
- Olmert
- Pat
- Perec (odešel do Rafi – Rešima mamlachtit, pak návrat do Likudu)
- Rechtman (pak Stern)
- Rom
- Savidor
- Seidel
- Moše Šamir (odešel do Techija)
- Jicchak Šamir
- Šarir
- Šilansky
- Šostak
- Šoval (odešel do Rafi – Rešima mamlachtit, pak přešel do Telem)
- Tamir (odešel do Šinuj)
- Weizman

### poslanecký klubMa'arach
- Alon (pak Chaša'i)
- Amar
- Amir
- Amora'i
- Arbeli-Almozlino
- Bar Lev
- Baram
- Cadok (pak Ron)
- Dajan (odešel mezi nezařazené, pak do Telem)
- Eban
- Ešel
- Feder
- Grossman
- Hakohen
- Hadar
- Hilel
- Chariš
- Ja'akobi
- Jadlin (pak Kac)
- Mešel
- Moj'al
- Namir
- Navon (pak Kac-Oz)
- Peres
- Rabin
- Rabinovic (pak Herlic)
- Rosolio
- Sarid
- Šachal
- Speiser
- Talmi
- Zakaj

### poslanecký klubDaš
- Amit (odešel do Šinuj, pak do Ma'arach)
- Asad (odešel do Tnu'a demokratit, pak do Achva, pak do Telem)
- Ataší (odešel do Šinuj)
- Elgrabli (odešel do Tnu'a demokratit, pak mezi nezařazené, pak do Mifleget ha-ichud)
- Golomb (odešel do Šinuj, pak do Ma'arach)
- Halevy (odešel do Tnu'a demokratit, pak mezi nezařazené)
- Jadin (odešel do Tnu'a demokratit, pak mezi nezařazené)
- Jaguri (odešel do Ja'ad)
- Nof (odešel do Tnu'a demokratit, pak do Achva, pak do Likudu)
- Rubinstein (odešel do Šinuj)
- Tamir (odešel do Tnu'a demokratit, pak mezi nezařazené)
- Toled'ano (odešel do Šinuj)
- Viršubski (odešel do Šinuj)
- Wertheimer (odešel do Šinuj) (pak Levy)
- Zorea (pak Elijahu, odešel do Tnu'a demokratit, pak do Achva)

### poslanecký klubMafdal
- Abuchacira
- Avtabi
- Ben Me'ir
- Burg
- Drukman
- Glass
- Hammer
- Melamed
- Rubin
- Scheinman
- Stern-Katan
- Warhaftig

### poslanecký klubChadaš
- Biton
- Mújás (pak Levenbraun)
- Túbí
- Vilner
- Zi'ad

### poslanecký klubAgudat Jisra'el
- Abramovič
- Gross
- Lorinc
- Poruš

### poslanecký klubMachane smol le-Jisra'el
- Eli'av (pak Avnery) (pak Jahjá)
- Pa'il (pak Marci'ano, odešel do Mifleget ha-ichud)

### poslanecký klubŠlomcijon
- Šaron (sloučeno s Likudem)
- Jicchaki (sloučeno s Likud, pak Jisra'el achat)

### poslanecký klubPituach ve-šalom
- Flatto-Šaron

### poslanecký klubRac
- Aloni

### poslanecký klubLiberalim acma'im
- Hausner

### poslanecký klubPo'alej Agudat Jisra'el
- Kahana

### poslanecký klubSjednocená arabská kandidátka
- az-Zuabí (Abú Rabía) (pak Muadí)

poznámka:
abecední řazení, nikoliv podle pozice na kandidátní listině